# Napoleone Fieschi
Napoleone Fieschi (1400 circa – Albenga, 1466) è stato un vescovo cattolico italiano, vescovo di Noli dal 1448 al 1459,
amministratore apostolico di Albenga dal 21 dicembre 1459 al 1466.
La Repubblica di Genova lo inviò in rappresentanza nel 1452 a Roma in occasione dell'incoronazione dell'imperatore Federico III d'Asburgo, insieme ai capitani d'armi della città: Niccolò Fregoso, Demetrio Vivaldi e Niccolò Viale. Poco tempo dopo si recò nuovamente in ambasceria a Roma insieme a Gottardo di Sarzana per dichiarare la fedeltà della Repubblica a Papa Niccolò V. Dopo avere retto la diocesi di Noli, nel 1459 fu designato quale amministratore apostolico di Albenga.
Anche il suo episcopato è relativamente breve (1459-1466) lo si considera uno dei presuli più coinvolti nell'opera di abbellimento e adeguamento delle strutture della diocesi. Ad esempio fece restaurare l'ala sud del palazzo vescovile, iniziato anni prima dallo zio, già vescovo ingauno e in seguito cardinale, Giorgio Fieschi, assieme all'edificazione della cappella vescovile compiuta nel 1464. I lavori più importanti di cui si fece artefice riguardavano la Cattedrale ingauna, dove il 10 giugno venne traslato il corpo di San Verano in novo monumento fabricato super altare per eos noviter erectum sub dicta capella, e il 15 giugno il vescovo consacrò l'altare a San Verano e quello nuovo a Sant'Ampelio.